# Новотроицкий (Здвинский район)
Новотроицкий — упразднённый посёлок в Здвинском районе Новосибирской области. На момент упразднения входил в состав Новороссийского сельсовета. Исключен из учётных данных в 1968 году.

## География
Посёлок располагался в близи урочища Мокрушка, на границе с Купинским районом (граница проходит по территории посёлка), у автомобильной дороги общего пользования регионального значения 50К06 «Здвинск - 157 км а/д "К-01"», в 11 км (по прямой) к северо-западу от села Новороссийское.

## История
В 1928 году поселок Ново-Троицкий состоял из 23 хозяйств. В административном отношении входил в состав Ипатовского сельсовета Нижне-Каргатского района Барабинского округа Сибирского края.
Упразднён в 1968 году.

## Население
По переписи 1926 г. в поселке проживало 136 человек (69 мужчин и 67 женщин), основное население — русские